# Vuelo 128 de Necon Air
El vuelo 128 de Necon Air (3Z128/NEC128) fue un vuelo regular doméstico de pasajeros del aeropuerto de Pokhara al aeropuerto de Katmandú en Nepal el 5 de septiembre de 1999. El Hawker Siddeley HS 748 se estrelló al impactar con una torre de comunicaciones.

## Aeronave
El avión implicado fue un Hawker Siddeley HS 748 de la serie B construido en 1988, y adquirido a UNI Air en noviembre de 1997. En aquel momento, la aerolínea operaba otros tres 748.

## Incidente
El vuelo 128 partió de Pokhara a las 10:00 para efectuar un vuelo regular doméstico de treinta y cinco minutos a Katmandú. Mientras se aproximaba a la pista 02 del aeropuerto Tribhuvan a las 10:25 a. m. hora local, el aparato colisionó con una torre de telecomunicaciones, matando a sus cinco tripulantes y diez pasajeros. Fue el segundo accidente con muertos de Necon Air en 1999.

## Pasajeros y tripulantes
Debido al fuerte impacto contra el suelo en el momento de la colisión, ninguno de los quince integrantes del aparato sobrevivió.
| Nacionalidad | Pasajeros | Tripulantes | Total |
| ------------ | --------- | ----------- | ----- |
| Nepal        | 5         | 5           | 10    |
| India        | 3         | 0           | 3     |
| Bangladés    | 2         | 0           | 2     |
| Total        | 10        | 5           | 15    |